# Dialeurodes
Dialeurodes is een geslacht van halfvleugeligen (Hemiptera) uit de familie witte vliegen (Aleyrodidae), onderfamilie Aleyrodinae.
De wetenschappelijke naam van dit geslacht is voor het eerst geldig gepubliceerd door Cockerell in 1902. De typesoort is Aleyrodes citri.

## Soorten
Dialeurodes omvat de volgende soorten:
- Dialeurodes abbotabadiensis Qureshi, 1980
- Dialeurodes adinobotris Corbett, 1935
- Dialeurodes agalmae Takahashi, 1935
- Dialeurodes angulata Corbett, 1935
- Dialeurodes anjumi Qureshi, 1980
- Dialeurodes ara Corbett, 1935
- Dialeurodes armatus David & Subramaniam, 1976
- Dialeurodes ayyanarensis (Sundararaj & David, 1991)
- Dialeurodes bancoensis Ardaillon & Cohic, 1970
- Dialeurodes bangkokana Takahashi, 1942
- Dialeurodes bicornicauda Martin, 1999
- Dialeurodes binkae (Sundararaj & David, 1991)
- Dialeurodes biventralis (Sundararaj & David, 1991)
- Dialeurodes buscki (Quaintance & Baker, 1917)
- Dialeurodes canthiae (Sundararaj & David, 1991)
- Dialeurodes celti Takahashi, 1942
- Dialeurodes cephalidistinctus Singh, 1932
- Dialeurodes cerifera (Quaintance & Baker, 1917)
- Dialeurodes chiengsenana Takahashi, 1942
- Dialeurodes cinnamomi (Takahashi, 1932)
- Dialeurodes cinnamomicola Takahashi, 1937
- Dialeurodes citri (Ashmead, 1885)
- Dialeurodes citricola (Young, 1942)
- Dialeurodes conocephali Corbett, 1935
- Dialeurodes crescentata Corbett, 1935
- Dialeurodes cyathispinifera Corbett, 1933
- Dialeurodes daphniphylli Takahashi, 1932
- Dialeurodes davidi Mound & Halsey, 1978
- Dialeurodes decaspermi Martin, 1985
- Dialeurodes delhiensis David & Sundararaj, 1992
- Dialeurodes denticulatus (Bondar, 1923)
- Dialeurodes dicksoni Corbett, 1935
- Dialeurodes didymocarpi Corbett, 1935
- Dialeurodes dissimilis (Quaintance & Baker, 1917)
- Dialeurodes distincta Corbett, 1933
- Dialeurodes drypetesi Martin & Mound, 2007
- Dialeurodes dubia Corbett, 1935
- Dialeurodes dumbeaensis Dumbleton, 1961
- Dialeurodes egregissima Sampson & Drews, 1941
- Dialeurodes emarginata (Mound, 1965)
- Dialeurodes endospermae Corbett, 1935
- Dialeurodes evodiae Corbett, 1935
- Dialeurodes ficicola Takahashi, 1935
- Dialeurodes gardeniae Corbett, 1935
- Dialeurodes gemurohensis Corbett, 1935
- Dialeurodes gigantica (Sundararaj & David, 1991)
- Dialeurodes glutae Corbett, 1935
- Dialeurodes granulata (Sundararaj & David, 1991)
- Dialeurodes greenwoodi Corbett, 1936
- Dialeurodes heterocera Bondar, 1923
- Dialeurodes hexpuncta Singh, 1932
- Dialeurodes hongkongensis Takahashi, 1941
- Dialeurodes icfreae Sundararaj & Dubey, 2003
- Dialeurodes imperialis Bondar, 1923
- Dialeurodes indicus David & Subramaniam, 1976
- Dialeurodes ixorae Singh, 1931
- Dialeurodes joholensis Corbett, 1935
- Dialeurodes kepongensis Corbett, 1935
- Dialeurodes keralaensis (Meganathan & David, 1994)
- Dialeurodes kirkaldyi (Kotinsky, 1907)
- Dialeurodes kumargiriensis Sundararaj & Dubey, 2006
- Dialeurodes lithocarpi (Takahashi, 1931)
- Dialeurodes loranthi (Corbett, 1926)
- Dialeurodes machilicola Takahashi, 1942
- Dialeurodes maculatus Bondar, 1928
- Dialeurodes maculipennis Bondar, 1923
- Dialeurodes mahableshwarensis (Sundararaj & David, 1998)
- Dialeurodes martini (Sundararaj & David, 1991)
- Dialeurodes maxima (Quaintance & Baker, 1917)
- Dialeurodes minahassai (Martin, 1988)
- Dialeurodes mirabilis Takahashi, 1942
- Dialeurodes musae Corbett, 1935
- Dialeurodes nagpurensis (Sundararaj & David, 1991)
- Dialeurodes natickis Baker & Moles, 1921
- Dialeurodes navarroi Bondar, 1928
- Dialeurodes nigeriae (Cohic, 1966)
- Dialeurodes octoplicata Corbett, 1935
- Dialeurodes ouchii Takahashi, 1937
- Dialeurodes oweni Singh, 1932
- Dialeurodes palmata (Sundararaj & David, 1991)
- Dialeurodes panacis Corbett, 1935
- Dialeurodes papulae Singh, 1932
- Dialeurodes pauliani (Cohic, 1966)
- Dialeurodes philippinensis (Takahashi, 1936)
- Dialeurodes pilahensis Corbett, 1935
- Dialeurodes platicus Bondar, 1923
- Dialeurodes polymorpha Bink-Moenen, 1983
- Dialeurodes pseudocitri Takahashi, 1942
- Dialeurodes psychotriae Dumbleton, 1961
- Dialeurodes punctata Corbett, 1933
- Dialeurodes radiilinealis (Quaintance & Baker, 1917)
- Dialeurodes radiipuncta Quaintance & Baker, 1917
- Dialeurodes ramadeviae (Dubey & Sundararaj, 2004)
- Dialeurodes rangooni Singh, 1932
- Dialeurodes razalyi Corbett, 1935
- Dialeurodes rempangensis Takahashi, 1949
- Dialeurodes rengas Corbett, 1935
- Dialeurodes reticulosa Corbett, 1935
- Dialeurodes rotunda Singh, 1931
- Dialeurodes rubiphaga (Dubey & Sundararaj, 2004)
- Dialeurodes russellae (Sundararaj & David, 1991)
- Dialeurodes saklaspurensis David, 1976
- Dialeurodes saklespurensis (Regu & David, 1993)
- Dialeurodes sandorici Corbett, 1935
- Dialeurodes sepangensis Corbett, 1935
- Dialeurodes sheryli (P.M.M. David, 2000)
- Dialeurodes shintenensis (Takahashi, 1933)
- Dialeurodes shoreae Corbett, 1933
- Dialeurodes siemriepensis Takahashi, 1942
- Dialeurodes simmondsi (Corbett, 1927)
- Dialeurodes striata Corbett, 1935
- Dialeurodes struthanthi (Hempel, 1901)
- Dialeurodes sundararajani Sundararaj & Dubey, 2006
- Dialeurodes tanakai Takahashi, 1942
- Dialeurodes townsendi (Quaintance & Baker, 1917)
- Dialeurodes tricolor Quaintance & Baker, 1917
- Dialeurodes tuberculosa Corbett, 1935
- Dialeurodes turpiniae (Meganathan & David, 1994)
- Dialeurodes vitis Corbett, 1935
- Dialeurodes vulgaris Singh, 1931
- Dialeurodes wendlandiae Meganathan & David, 1994
- Dialeurodes yercaudensis Jesudasan & David, 1991